# ژانگ یالی
ژانگ یالی (انگلیسی: Zhang Yali؛ زادهٔ ۲۴ فوریهٔ ۱۹۶۴) قایقران روئینگ اهل چین است.